# Lâu đài Hričov
Lâu đài Hričov (tiếng Slovakia: Hričov hrad) là một lâu đài có từ thời Trung cổ (hiện nay còn lại tàn tích), tọa lạc trên một ngọn đồi thuộc địa phận làng Hričovský Podhrad, vùng Žilina, Slovakia.

## Lịch sử
Lâu đài Hričov được nhắc đến lần đầu tiên trong một văn bản có niên đại vào năm 1208. Lúc bấy giờ, lâu đài là tài sản lâu đời của giáo phận Nitra. Vào năm 1254, vua Béla IV ban tặng lâu đài cho Master Toluš (Bartolomej). Khi Master Toluš qua đời, lâu đài được trao cho Mikuláš vào năm 1265.
Từ giữa thế kỷ 14, lâu đài một lần nữa trở thành tài sản của hoàng gia. Năm 1424, Hoàng đế Sigismund đã tặng lâu đài này cho vợ ông là Hoàng hậu Barbora.
Năm 1527, lâu đài Hričov rơi vào tay quân Đức trong cuộc giao tranh nổ ra giữa hai vị vua - Ján Zápoľský và Ferdinand I. Anh em Ján và Rafael Podmanickovci đã chinh phục được lâu đài từ tay quân Đức vào năm 1536. Vì vậy, vua Ján Zápoľský đã khen thưởng hai anh em này quyền sở hữu lâu đài và trang viên vào ngày 6 tháng 10 năm 1536.
Từ thế kỷ 17, lâu đài Hričov bị bỏ hoang, và dần trở thành một đống đổ nát.